# Pável Grachov
Pável Serguéyevich Grachov (en ruso: Па́вел Серге́евич Грачёв; Rvy, Unión Soviética, 1 de enero de 1948 - Krasnogorsk, Rusia, 23 de septiembre de 2012) fue un político y militar ruso, con el rango de general del ejército y nombrado Héroe de la Unión Soviética (1988).

## Biografía
Grachov se graduó en el Instituto de Tropas Aerotransportadas de Riazán, en la Academia Militar Frunze y en la Academia del Estado Mayor.
Tomó parte en la guerra de Afganistán, donde fue el comandante de la 103.ª División Aerotransportada soviética en los últimos años del conflicto.
En enero de 1991 fue nombrado comandante de las Tropas Aerotransportadas, cargo que abandonó en agosto para convertirse en Viceministro Primero del Ministerio de Defensa de la Unión Soviética.
Durante un periodo a mediados de los años 1990, Grachov fue un amigo cercano del presidente ruso Borís Yeltsin, y ocupó el cargo de ministro de Defensa de Rusia desde mayo de 1992 hasta junio de 1996.

### Intento de golpe de Estado
Grachov tomó parte en el intento de golpe de Estado de agosto de 1991 y en la crisis constitucional de 1993 en favor de Yeltsin. También tuvo un papel destacado en el inicio de la guerra de Chechenia, prometiendo que acabaría con el intento de independencia con la ayuda de sólo dos regimientos aerotransportados, una cita famosa que podría haberle hecho perder el cargo.
Se lo ha acusado de estar envuelto en casos de corrupción militar relativos a la retirada de las tropas soviéticas de la República Democrática Alemana, lo cual no se ha demostrado en juicio. Estos casos fueron sacados a la luz por el periodista de investigación Dmitri Jólodov, el cual fue asesinado mediante una maleta bomba en 1994.

## Condecoraciones
| Condecoración | Condecoración                                         | Observaciones |
| ------------- | ----------------------------------------------------- | ------------- |
|               | Héroe de la Unión Soviética                           |               |
|               | Orden de Lenin                                        | 2             |
|               | Orden de la Bandera Roja                              |               |
|               | Orden de la Estrella Roja                             |               |
|               | Orden al Coraje Personal                              |               |
|               | Orden de la Insignia de Honor                         |               |
|               | Orden del Servicio a la Patria en las Fuerzas Armadas | 3.ª clase     |